# Henk G. Born
Henk G. Born is de notaris die voorkomt in de komische serie We zijn weer thuis van Wim T. Schippers van 1989-1994. Henk Born 'beheert' in de serie het familiekapitaal van de weduwe Nel van der Hoed-Smulders en haar drie zoons. Het geld is nagelaten door de vader van de jongste. De zoons wonen allen nog thuis; de oudste twee verspelen het recht op hun deel van de erfenis als ze zonder toestemming van hun moeder ergens anders gaan wonen. Het beheren van het kapitaal doet Born op geheel eigen wijze, tussen het betasten van zijn secretaresses of het maken van allerlei seksuele toespelingen door. De acteur Carol van Herwijnen gaf gestalte aan dit personage.